# Ammannia baccifera
Ammannia baccifera е вид растение от семейство Lythraceae.

## Разпространение
Видът е разпространен в Австралия, Американски Вирджински острови, Ангола, Ангуила, Антигуа и Барбуда, Аруба, Афганистан, Барбадос, Бахамски острови, Бенин, Бермудски острови, Бонер, Ботсвана, Британски Вирджински острови, Буркина Фасо, Бутан, Гана, Гваделупа, Гренада, Демократична република Конго, Доминика, Доминиканска република, Египет (Синайски полуостров), Етиопия, Замбия, Зимбабве, Йемен, Израел, Индия, Кайманови острови, Камбоджа, Кения, Китай, Кот д'Ивоар, Куба, Кюрасао, Лаос, Мадагаскар, Малави, Малайзия, Мали, Мартиника, Мозамбик, Монсерат, Намибия, Непал, Нигерия, Пакистан, Палестина, Папуа Нова Гвинея, Пуерто Рико, Саба, Саудитска Арабия, Свазиленд, Свети Мартин, Сейнт Винсент и Гренадини, Сейнт Китс и Невис, Сейнт Лусия, Сен Бартелми, Сен Естатиус, Синт Мартен, Сомалия, Судан, Тайланд, Танзания, Тринидад и Тобаго, Турция, Търкс и Кайкос, Уганда, Филипини, Хаити, Чад, Южна Африка и Ямайка. Внесен е в Испания.